# 美国的公营住宅
美国的公营住宅为由美国联邦、州、地方政府机关管理，向低收入家庭提供的资助住房。原来，公营住宅的主要形式是低层或高层建筑集中在一个或几个街区，但现在公营住宅的地点与形式多元化了。这些建筑群由美国住房及城市发展部授权、拨款的州和地方住房部门经营。目前，美国120万家庭住在某类公营住宅。
美国的资助公寓楼，俗称“住房工程”（housing projects）或“工程”（the projects），有复杂乃至恶名昭彰的历史。首几十年的住房工程采取较高的建筑标准及较广的收入范围。不过，久而久之公营住宅成为居民万不得已的选择。在许多城市，住房工程的管理不到位，空额率居高不下。再说，住房工程也被视为提高集中贫穷的因素，导致几种不良外部性后果。因此，许多50、60年代建的住房工程已被拆除。
最近几十年，美国公营住宅的形式越来越多元化。70年代以来，资助住宅更多是通过租金券筹资的，并非新建资助公寓。90年代开始，联邦政府不再新建大型资助建筑群，使用Hope VI项目的资金拆除问题住房工程，与私人伙伴合力建设收入水平多元化的社区。